# Ab imo pectore
Ab imo pectore es una locución latina que literalmente significa: «desde el fondo de mi pecho», pero que se traduce como Desde el fondo de mi corazón. Esta locución forma parte de un verso de la Eneida del poeta Virgilio, en la que expresa el profundo dolor que causan lágrimas y estragos, pero que salen desde lo profundo del corazón.